# Zmarli w lutym 2013

## Luty 2013
- 28 lutego
  - Theo Bos – holenderski piłkarz, trener[1]
  - Donald Arthur Glaser – amerykański fizyk, neurobiolog, laureat Nagrody Nobla[2]
  - Jean Honoré – francuski duchowny katolicki, kardynał, arcybiskup Archidiecezji Tours w latach 1981-1997[3]
  - Michał Mazurkiewicz – polski lekarz weterynarii, profesor nauk weterynaryjnych[4]
  - Bruce Reynolds – brytyjski kryminalista, złodziej, organizator napadu stulecia[5]
  - Eigo Sato – japoński motocyklista, zawodnik freestyle motocrossu[6]
  - Armando Trovajoli – włoski kompozytor muzyki filmowej[7]
- 27 lutego
  - Henri Caillavet – francuski polityk[8]
  - Jaroslav Celba – czeski gitarzysta jazzowy i kompozytor, autor muzyki do filmów animowanych i seriali[9]
  - Van Cliburn – amerykański pianista[10]
  - Ramon Dekkers – holenderski kick-boxer, ośmiokrotny mistrz świata w boksie tajskim, mistrz świata w kick-boxingu[11]
  - Dale Robertson – amerykański aktor[12]
  - Paul Schnitker – niemiecki polityk i działacz rzemieślniczy, eurodeputowany I kadencji (1979–1984)[13]
  - Adam Strange – nowozelandzki reżyser[14]
  - Richard Street – amerykański muzyk, członek grupy The Temptations[15]
  - Wiesław Szymański – polski dziennikarz, poeta, autor tekstów piosenek, pracownik Polskiego Radia Białystok[16]
- 26 lutego
  - Marie-Claire Alain – francuska organistka, pedagog[17]
  - Stéphane Hessel – francuski pisarz, dyplomata, działacz ruchu oporu[18]
- 25 lutego
  - John Kalinowski – brytyjski menedżer muzyczny[19]
  - Cezary Kamienkow – polski muzyk rockowy, basista, autor tekstów[20]
  - Adam Roman – polski rzeźbiarz, uczestnik powstania warszawskiego, profesor, wykładowca warszawskiej ASP[21]
  - Dan Toler – amerykański muzyk, gitarzysta grupy The Allman Brothers Band[22]
- 24 lutego
  - Jarosław Bartoszewicz – polski matematyk, profesor Uniwersytetu Wrocławskiego[23]
  - Dave Charlton – południowoafrykański kierowca wyścigowy[24]
  - Con Martin – irlandzki piłkarz[25]
  - Willy Rizzo – włoski fotograf, fotoreporter wojenny, projektant mebli[26]
- 23 lutego
  - Wojciech Inglot – polski przedsiębiorca, właściciel firmy kosmetycznej Inglot[27]
  - Julien Ries – belgijski duchowny katolicki, historyk religii, kardynał[28]
- 22 lutego
  - Bob Godfrey – brytyjski animator, reżyser filmowy[29]
  - Ava June – angielska śpiewaczka operowa, sopran[30]
  - Atje Keulen-Deelstra – holenderska łyżwiarka szybka, trzykrotna medalistka olimpijska[31]
  - Wolfgang Sawallisch – niemiecki dyrygent i pianista[32]
- 21 lutego
  - Pierre-Marie Delfieux – francuski duchowny katolicki, duszpasterz akademicki, założyciel Monastycznych Wspólnot Jerozolimskich[33]
  - Norbert Dorsey – amerykański duchowny katolicki, biskup Diecezji Orlando w latach 1990-2004[34]
  - Aleksiej German – rosyjski reżyser, aktor i scenarzysta filmowy[35]
  - Hasse Jeppson – szwedzki piłkarz[36]
  - Benedykt Michałowski – polski lekkoatleta, kulomiot[37]
  - Waldemar Michna − polski polityk, naukowiec, profesor ekonomiki rolnictwa, minister ochrony środowiska i zasobów naturalnych w latach 1987-1988[38]
  - Bruce Millan – szkocki polityk[39]
  - Dick Neal – angielski piłkarz[40]
  - Magic Slim – amerykański gitarzysta bluesowy[41]
  - Cleotha Staples – amerykańska piosenkarka gospel, soul i R&B, wokalistka grupy The Staple Singers[42]
  - Jurij Szulatycki – ukraiński piłkarz, trener[43]
- 20 lutego
  - Igor Anisimow – rosyjski muzyk, członek grupy Łaskowyj Maj[44]
  - Antonio Roma – argentyński piłkarz[45]
  - Ewa Stengl – polska śpiewaczka operowa i operetkowa, sopran[46]
- 19 lutego
  - Armen Alchian – amerykański ekonomista[47]
  - Eva Bergh – norweska aktorka[48]
  - Joaquín Cordero – meksykański aktor[49]
  - Henryk Kulczyk – polski przedsiębiorca, działacz Polonii, żołnierz AK, współzałożyciel Kulczyk Holding, ojciec Jana Kulczyka[50]
  - Robert C. Richardson – amerykański fizyk, laureat Nagrody Nobla[51]
  - Donald Richie – amerykański pisarz, dziennikarz, reżyser, krytyk filmowy[52]
  - Jane C. Wright – amerykańska onkolog[53]
- 18 lutego
  - Kevin Ayers – angielski muzyk, gitarzysta, współzałożyciel rockowej grupy Soft Machine[54]
  - Otto Beisheim – niemiecki przedsiębiorca, założyciel koncernu handlowego Metro Group[55]
  - Jerry Buss – amerykański przedsiębiorca, właściciel drużyny koszykarskiej Los Angeles Lakers[56]
  - Elspet Gray – szkocka aktorka[57]
  - Damon Harris – amerykański muzyk, członek grupy The Temptations[58]
  - Ewa Hołubowicz – polska dziennikarka, IAR[59]
  - Matt Mattox – amerykański tancerz jazzowy i baletowy[60]
  - Otfried Preussler – niemiecki pisarz, autor literatury dziecięcej[61]
- 17 lutego
  - Richard Briers – brytyjski aktor[62]
  - Debbie Ford – amerykańska pisarka[63]
  - Phil Henderson – amerykański koszykarz[64]
  - Sokrat Janowicz – białoruski pisarz[65]
  - Mindy McCready – amerykańska piosenkarka country[66]
- 16 lutego
  - John Ayldon – angielski śpiewak operowy[67]
  - Noureddine Dahmani – tunezyjski piłkarz ręczny, olimpijczyk[68]
  - Ennio Girolami – włoski aktor[69]
  - Giennadij Kurilenko – rosyjski żużlowiec[70]
  - Grigorij Pomieranc – rosyjski filozof, pisarz, dysydent[71]
  - Julian Radułski – bułgarski szachista, arcymistrz[72]
  - Tony Sheridan – angielski muzyk, gitarzysta rock and rollowy[73]
  - Krzysztof Wójcicki – polski pisarz, dramaturg i reżyser[74]
- 15 lutego
  - Zofia Bagan – polska Sprawiedliwa wśród Narodów Świata[75]
  - Kazimierz Danilewicz – polski rzeźbiarz[76]
  - Carmelo Imbriani – włoski piłkarz[77]
  - Iwan Kazaniec – ukraiński polityk, premier USRR w latach 1963–1965[78]
  - Antonín Kohout – czeski wiolonczelista[79]
- 14 lutego
  - Richard Collins – amerykański scenarzysta filmowy[80]
  - Luis Cruzado – peruwiański piłkarz[81]
  - Tim Dog – amerykański raper[82]
  - Ronald Dworkin – amerykański filozof[83]
  - Walt Easley – amerykański futbolista[84]
  - Aleksander Gudzowaty – polski przedsiębiorca, prezes Bartimpexu, jeden z najbogatszych Polaków przełomu XX i XXI wieku[85]
  - Goldie Harvey – nigeryjska piosenkarka[86]
  - Mark Kamins – amerykański producent muzyczny, DJ[87]
  - Fernando Lyra – brazylijski polityk, minister sprawiedliwości Brazylii w latach 1985-1986[88]
  - Shadow Morton – amerykański producent muzyczny, autor tekstów piosenek[89]
  - Reeva Steenkamp – południowoafrykańska modelka[90]
- 13 lutego
  - John Holt – amerykański futbolista[91]
  - Jan Klamut – polski fizyk, profesor[92]
  - Pieter Kooijmans – holenderski prawnik, dyplomata, minister spraw zagranicznych, sędzia Międzynarodowego Trybunału Sprawiedliwości[93]
  - Stefan Wigger – niemiecki aktor[94]
  - Tibor Zsíros – węgierski koszykarz, trener[95]
- 12 lutego
  - Hennadij Udowenko – ukraiński polityk[96]
- 11 lutego
  - Jim Boatwright – amerykański koszykarz[97]
  - Souleymane Kéléfa Diallo – gwinejski wojskowy, generał, dowódca sił zbrojnych Gwinei[98]
  - Frank Seator – liberyjski piłkarz[99]
  - Rem Wiachiriew – rosyjski przedsiębiorca, szef Tiumentransgazu w latach 1983-1989, wiceminister przemysłu gazowego ZSRR[100]
- 10 lutego
  - Keiko Fukuda – amerykańska judoka[101]
  - David Hartman – izraelski rabin, filozof[102]
  - Krzysztof Michalski – polski filozof, profesor[103]
  - Thierry Rupert – francuski koszykarz[104]
  - Petro Vlahos – amerykański filmowiec, pionier efektów specjalnych[105]
  - Zhuang Zedong – chiński tenisista stołowy[106]
- 9 lutego
  - Richard Artschwager – amerykański artysta, malarz, rzeźbiarz, ilustrator[107]
  - Mike Banks – brytyjski wspinacz, oficer Royal Marines[108]
  - Bremer Ehrler – amerykański polityk[109]
  - Janina Leszczyna-Jajszczok-Nagórska – polska łyżwiarka figurowa[110]
  - Katharina Wolpe – brytyjska pianistka[111]
- 8 lutego
  - Giovanni Cheli – włoski duchowny katolicki, kardynał[112]
  - James DePreist – amerykański dyrygent[113]
  - Zbigniew Doda – polski szachista, mistrz międzynarodowy[114]
  - Jan Ellis − południowoafrykański rugbysta[115]
  - Ian Lister – szkocki piłkarz[116]
  - Motsapi Moorosi – lesotyjski lekkoatleta, olimpijczyk[117]
  - Knut Nesbø − norweski muzyk, gitarzysta grupy Di Derre[118]
  - Yodthong Senanan – tajski bokser, trener tajskiego boksu[119]
  - Alfred Sosgórnik – polski lekkoatleta, kulomiot, dwukrotny olimpijczyk[120]
- 7 lutego
  - William Anthony Hughes – amerykański duchowny katolicki, biskup Diecezji Covington w latach 1979-1995[121]
  - Roman Rogocz – polski piłkarz, trener[122]
  - Paul Tanner – amerykański muzyk, puzonista grupy Glenn Miller Orchestra[123]
  - Jürgen Untermann – niemiecki językoznawca, filolog i epigrafik[124]
  - Władysław Welfe – polski ekonomista, profesor zwyczajny[125]
- 6 lutego
  - Szukri Balaid – tunezyjski polityk[126]
  - Mo-Do − włoski muzyk[127]
  - Jan Pluta − polski muzyk, perkusista grupy Kombi[128]
  - Ira Rubin – amerykański brydżysta[129]
  - Douglas Warren – australijski duchowny katolicki, biskup Diecezji Wilcannia-Forbes w latach 1967-1994[130]
- 5 lutego
  - Stuart Freeborn – brytyjski charakteryzator, twórca postaci z Gwiezdnych wojen[131]
  - Egil Hovland – norweski kompozytor, organista[132]
  - Joseph Madec – francuski duchowny katolicki, biskup Diecezji Fréjus-Toulon w latach 1983-2000[133]
- 4 lutego
  - Donald Byrd – amerykański trębacz jazzowy[134]
  - Pat Halcox – angielski trębacz jazzowy[135]
  - Alva Lewis – jamajski gitarzysta i wokalista reggae[136]
  - Reg Presley − brytyjski muzyk, wokalista, członek rockowej grupy The Troggs[137]
- 3 lutego
  - Przemysław Berc − polski piłkarz futsalowy[138]
  - Cardiss Collins – amerykańska polityk, członkini Izby Reprezentantów Stanów Zjednoczonych w latach 1973-1997[139]
  - Ichikawa Danjūrō XII – japoński aktor, znany z teatru Kabuki[140]
  - Matija Duh − słoweński żużlowiec[141]
  - John D’Arcy − amerykański duchowny katolicki, biskup Diecezji Fort Wayne-South Bend w latach 1985-2009[142]
  - Peter Gilmore – brytyjski aktor[143]
  - David Oates – brytyjski komentator sportowy[144]
  - Zlatko Papec − chorwacki piłkarz[145]
- 2 lutego
  - Abraham Iyambo − namibijski polityk, minister edukacji Namibii w latach 2010-2013[146]
  - John Kerr – amerykański aktor[147]
  - Chris Kyle − amerykański wojskowy, żołnierz United States Navy SEALs, komandos, najlepszy snajper w historii armii USA[148]
  - Lino Oviedo – paragwajski polityk, generał[149]
  - Pepper Paire – amerykańska baseballistka[150]
  - Alain Ponelle − francuski piłkarz[151]
  - Jack Singer − kanadyjski przedsiębiorca, deweloper, filantrop[152]
  - Walt Sweeney − amerykański futbolista[153]
  - Tyrice Thompson − amerykański futbolista[154]
- 1 lutego
  - Helene Hale − amerykańska polityk, członkini Izby Reprezentantów Hawajów[155]
  - Omar Henry − amerykański bokser[156]
  - Paul Holmes − nowozelandzki prezenter telewizyjny[157]
  - Wladimir Jengibarian − rosyjski bokser pochodzenia ormiańskiego, mistrz olimpijski[158]
  - Boris Katałymow − kazachski szachista[159]
  - Ed Koch − amerykański polityk, członek Izby Reprezentantów Stanów Zjednoczonych w latach 1969−1977, burmistrz Nowego Jorku w latach 1978−1989[160]
  - Mieczysław Korczak − polski adwokat i kawaler orderów, sędzia Trybunału Stanu (1991−1993)[161]
  - Ștefan Kostyal − rumuński wojskowy, generał[162]
  - Louis Luyt − południowoafrykański przedsiębiorca, polityk, prezydent SARU w latach 1994-1998[163]
  - Robin Sachs − brytyjski aktor[164]
  - Ingo Swann − amerykański parapsycholog, medium, pisarz i malarz, twórca Remote Viewing[165]
  - Cecil Womack − amerykański piosenkarz, członek grupy Womack & Womack[166]
  - Herman Verbeek − holenderski polityk i duchowny rzymskokatolicki, eurodeputowany II i III kadencji[167]